# ساشا كليمنس
ساشا كليمنس (بالفرنسية: Sacha Clémence)‏ هو لاعب كرة قدم فرنسي في مركز الهجوم، ولد في 1 يونيو 1988 في ديجون في فرنسا. لعب مع جيروندان بوردو ونادي أنجيه ونادي فان ونادي كريتيل.

## وصلات خارجية
- ساشا كليمنس على موقع رابطة كرة القدم الفرنسية للمحترفين (الإنجليزية)
- ساشا كليمنس على موقع قاعدة بيانات كرة القدم.إي يو (الإنجليزية)
- ساشا كليمنس على موقع Soccerway.com (الإنجليزية)